# Camassia cusickii
Camassia cusickii is een plantensoort in de onderfamilie Agavoideae van de aspergefamilie (Asparagaceae). De soort is inheems in het noordwesten van de Verenigde Staten. C. cusickii werd voor het eerst in tuinbouwtijdschriften vermeld aan het einde van de 19e eeuw.

## Beschrijving
Camassia cusickii heeft lijnvormige bladeren met parallelle nerven. De bloemen hebben bloemdekbladen en meeldraden in veelvouden van drie (meestal zes). De bloemen zijn meestal blauw, maar ook crème en wit komen voor. De bloemen zijn licht zygomorf, en de bloemdekbladen verdorren afzonderlijk na de bloei. C. cusickii heeft gele helmknoppen; de bloemstengel is recht of naar de top licht verbreed. De zaaddozen blijven bij rijpheid aan de plant, zijn lichtbruin en hebben een eivormige of ellipsoïde vorm.